# Сура (Румунія)
Сура (рум. Sura) — село у повіті Горж в Румунії. Входить до складу комуни Слівілешть.
Село розташоване на відстані 235 км на захід від Бухареста, 32 км на південь від Тиргу-Жіу, 70 км на північний захід від Крайови.

## Населення
За даними перепису населення 2002 року у селі проживали 500 осіб, усі — румуни. Усі жителі села рідною мовою назвали румунську.